# Воловский район (Липецкая область)
Воло́вский райо́н — административно-территориальная единица (район) и муниципальное образование (муниципальный район) на юго-западе Липецкой области России.
Административный центр — село Волово.

## География

### Географическое положение и рельеф
Воловский район (административный центр — село Волово) расположен в восточных отрогах Среднерусской возвышенности, в юго-западной части Липецкой области. По территории района протекают реки — Кшень (по западной границе), Олым (по восточной границе) и его притоки — Чесночный, Олымчик, Липовец, Дубавчик, Дубовец. Граничит на юге с Советским и Касторенским районами Курской области, на севере с Ливенским районом, на западе с Должанским районом Орловской области, на востоке с Тербунским районом Липецкой области.
Территория района — 796 км². Население — 15,7 тыс. человек (на 01.01.2006) проживает в 78 населённых пунктах. Плотность населения — 19,4 чел/км². Большинство населённых пунктов расположены по берегам ручьёв и рек Кшени и Олыми. Наиболее крупные из них: Волово, Набережное, Нижнее и Вышнее Большое, Захаровка, Гатище, Липовец.
Положение района характеризуется равной удалённостью от областных центров: Липецк, Воронеж, Курск, Орёл — 165—175 км, связанных автомобильными дорогами.
Район расположен в Московском часовом поясе.
Самый северный населённый пункт — д. Пикалово (Гатищенское сельское поселение) — 52°14′ с. ш. 37°58′ в. д. Самый южный — д. Сергеевка (Чесноченское сельское поселение) — 51°53′ с. ш. 38°03′ в. д. (Расстояние между ними — 41 км). Самый восточный населённый пункт — д. Петрово-Китаево (Ждановка, с 1998 г. не существует) Набережанское сельское поселение — 51°57′ с. ш. 38°22′ в. д. Самый западный — д. Калиновка (с 2003 г. не существует) Ломигорское сельское поселение — 52°10′ с. ш. 37°14′ в. д. (Расстояние между ними — 40 км).
Район расположен в лесо-степной зоне.
Рельеф местности представляет собой относительно ровную поверхность со множеством балок, а местами и оврагов. Наиболее высокие точки рельефа расположены в центральной и северо-западной частях района (максимальная высота 225 метров), самые низкие — на северо-востоке.

### Земельно-сырьевые ресурсы
Почвы в основном выщелоченные и типичные чернозёмы, аллювиальные луговые. Содержание гумуса 400—480 т/га. По механическому составу — тяжёлые суглинки. Степень эрозированности земель — 24 %. Природные свойства[что?] почвы очень высокие (90 баллов по 100-балльной шкале) — наряду с Добринским районом самые высокие в области.
В районе залегают большие запасы глины и суглинков подходящих для изготовления кирпича, горовых песков и речных, известняков.
Известняки, залегающие в 3—5 метрах от поверхности, в некоторых местах (по берегам рек) образуют живописные скалы. Толщина его[кого?] превышает 150 метров. До недавнего времени глина использовалась для изготовления красного кирпича в селе Волово.
В районе также залегают синие, зелёные, белые и красные глины, имеющие лечебные и косметические свойства.

### Погодно-климатические условия
Среднегодовое количество осадков на территории района 519 мм. В засуху 1946 года их выпало лишь 341 мм, в 1969 году — 397 мм. В снежный и дождливый 1980 год выпало 799 мм.
Дата перехода среднесуточной температуры через 0 °C (начало зимы) — 7 ноября. Зима в среднем длится 140 дней. Количество осадков за этот период до 75 мм. Начало весны — 27 марта. Весна длится в среднем 49 дней (до перехода температуры через 15 °C — 15 мая). Среднее количество осадков за этот период 100—125 мм. Лето длится 112 дней (15 мая — 4 сентября) до перехода температуры ниже 15 °C. За этот период в среднем выпадает 150—175 мм осадков. Осень длится 64 дня (4 сентября — 7 ноября). В этот период выпадает менее 125 мм осадков.
Господствующие ветры — юго-западные. Их максимальная скорость 30 м/сек.
Среднегодовая изотерма + 5,3 °C. Абсолютный максимум температуры в июле + 38,5 °C; абсолютный минимум температуры в феврале — 36,9 °C. Воздух умеренный континентальный. Средние климатические показатели последних 30 лет выявили тенденцию к потеплению климата на один градус.
Солнечное сияние в июле составляет 506 часов, температурой в январе 356, в декабре — 240. Нередки и большие колебания.

### Растительный и животный мир
По ботаническо-географическому районированию относится к Олымско-Донскому району с островными дубравами, ивняком, осиновыми кустами, балочными злако-осоковыми болотами, с остатками разнотравно-низкоосоковых степей. Естественные леса в районе не сохранились.
На территории района произрастают: тополь, ясень, ива, клён, сосна, дуб, осина.
Обитают мелкие грызуны, зайцы, лисицы, хорьки, по водоёмам встречаются выдры, ондатры. Встречаются кабаны, волки, летучие мыши.
Разнообразнее представлен класс птиц: воробьи, галки, грачи, вороны, сороки, снегири, синицы, жаворонки, скворцы, иволги, соловьи, цапли, чайки, утки, гуси, щеглы, дятлы, голуби, горлицы, чибисы, цапли, совы, коршуны, журавля.
В реках и прудах водятся: окунь, карась, карп, щука, ёрш, голавль, язь, плотва, жерех, сазан, пескарь, раки.

## История
Район образован 30 июля 1928 года в составе Центрально-Чернозёмной области (ЦЧО) (до 1930 входил в Елецкий округ). После разделения ЦЧО 31 декабря 1934 года вошёл в состав Воронежской, а 18 января 1935 года — Курской области. После образования 6 января 1954 года Липецкой области включён в её состав. 1 февраля 1963 район был упразднён (территория вошла в Тербунский район), но 11 января 1965 года восстановлен.

## Население
| 1939    | 1954    | 1959    | 1970    | 1979    | 1989    | 2000    | 2002    | 2003    |
| ------- | ------- | ------- | ------- | ------- | ------- | ------- | ------- | ------- |
| 35 320  | ↘28 000 | ↗31 008 | ↘25 030 | ↘20 753 | ↘18 583 | ↘17 500 | ↘16 374 | ↗16 800 |
| 2006    | 2009    | 2010    | 2011    | 2012    | 2013    | 2014    | 2015    | 2016    |
| ↘15 400 | ↘14 686 | ↘14 632 | ↘14 518 | ↘13 997 | ↘13 567 | ↘13 300 | ↘12 987 | ↘12 846 |
| 2017    | 2018    | 2021    |         |         |         |         |         |         |
| ↘12 765 | ↘12 679 | ↗12 852 |         |         |         |         |         |         |

### Национальный состав
По итогам переписи населения 2020 года проживали следующие национальности (национальности менее 0,1 % и другое, см. в сноске к строке «Другие»):
| Национальность | Численность, чел. | Доля     |
| -------------- | ----------------- | -------- |
| Русские        | 12 408            | 96,55 %  |
| Украинцы       | 89                | 0,69 %   |
| Армяне         | 57                | 0,44 %   |
| Азербайджанцы  | 51                | 0,40 %   |
| Таджики        | 28                | 0,22 %   |
| Узбеки         | 26                | 0,20 %   |
| Ингуши         | 26                | 0,20 %   |
| Киргизы        | 26                | 0,20 %   |
| Татары         | 13                | 0,10 %   |
| Другие         | 128               | 1,00 %   |
| Итого          | 12 852            | 100,00 % |

## Административно-муниципальное устройство
Воловский район, в рамках административно-территориального устройства области, включает 15 административно-территориальных единиц — 15 сельсоветов.
Воловский муниципальный район, в рамках организации местного самоуправления, включает 15 муниципальных образований со статусом сельских поселений:
| №  | Муниципальное образование    | Административный центр | Количество населённых пунктов | Население, чел. | Площадь, км² |
| -- | ---------------------------- | ---------------------- | ----------------------------- | --------------- | ------------ |
| 1  | Большеивановский сельсовет   | село Большая Ивановка  | 3                             | ↗557            | 54,46        |
| 2  | Большовский сельсовет        | село Нижнее Большое    | 2                             | ↘1359           | 80,43        |
| 3  | Васильевский сельсовет       | село Васильевка        | 2                             | ↘531            | 24,40        |
| 4  | Верхнечесноченский сельсовет | село Нижнее Чесночное  | 11                            | ↗601            | 73,05        |
| 5  | Воловский сельсовет          | село Волово            | 2                             | ↗3387           | 58,04        |
| 6  | Воловчинский сельсовет       | село Воловчик          | 3                             | ↗526            | 37,35        |
| 7  | Гатищенский сельсовет        | село Гатище            | 2                             | ↘534            | 55,37        |
| 8  | Замарайский сельсовет        | село Замарайка         | 6                             | ↘521            | 45,66        |
| 9  | Захаровский сельсовет        | село Захаровка         | 7                             | ↗1062           | 80,37        |
| 10 | Липовский сельсовет          | село Липовец           | 7                             | ↗561            | 50,16        |
| 11 | Ломигорский сельсовет        | деревня Мишино         | 6                             | ↘399            | 36,41        |
| 12 | Набережанский сельсовет      | село Набережное        | 9                             | ↗1236           | 64,29        |
| 13 | Ожогинский сельсовет         | деревня Ивановка       | 8                             | ↘638            | 56,39        |
| 14 | Спасский сельсовет           | село Казаково          | 5                             | ↘538            | 45,25        |
| 15 | Юрской сельсовет             | село Юрское            | 4                             | ↘402            | 34,37        |

## Населённые пункты
В районе 77 населённых пунктов.
| №  | Населённый пункт      | Тип     | Население | Муниципальное образование    |
| -- | --------------------- | ------- | --------- | ---------------------------- |
| 1  | Александровка         | деревня | ↗127      | Захаровский сельсовет        |
| 2  | Алексеевка            | деревня | ↗167      | Захаровский сельсовет        |
| 3  | Алексеевка 2-я        | деревня | ↗23       | Захаровский сельсовет        |
| 4  | Багровка              | деревня | ↗10       | Большеивановский сельсовет   |
| 5  | Бацевка               | деревня | ↘10       | Верхнечесноченский сельсовет |
| 6  | Богданова             | деревня | ↘52       | Спасский сельсовет           |
| 7  | Большая Вершина       | деревня | ↗7        | Захаровский сельсовет        |
| 8  | Большая Ивановка      | село    | ↗369      | Большеивановский сельсовет   |
| 9  | Большовка             | деревня | ↗97       | Ожогинский сельсовет         |
| 10 | Большовские Выселки   | деревня | ↘39       | Верхнечесноченский сельсовет |
| 11 | Васильевка            | село    | ↗600      | Васильевский сельсовет       |
| 12 | Верхнее Чесночное     | деревня | ↘102      | Верхнечесноченский сельсовет |
| 13 | Вислый Колодезь       | деревня | ↘16       | Замарайский сельсовет        |
| 14 | Воздвиженка           | деревня | ↘66       | Набережанский сельсовет      |
| 15 | Волово                | село    | ↘3373     | Воловский сельсовет          |
| 16 | Воловские Выселки     | деревня | ↘14       | Воловский сельсовет          |
| 17 | Воловский 1-й         | посёлок | ↘6        | Верхнечесноченский сельсовет |
| 18 | Воловский 2-й         | посёлок | ↗48       | Верхнечесноченский сельсовет |
| 19 | Воловчик              | село    | ↗501      | Воловчинский сельсовет       |
| 20 | Володаровка           | деревня | ↘33       | Ожогинский сельсовет         |
| 21 | Воронцовка            | деревня | ↘78       | Замарайский сельсовет        |
| 22 | Вышнее Большое        | село    | ↗739      | Большовский сельсовет        |
| 23 | Гатище                | село    | ↘475      | Гатищенский сельсовет        |
| 24 | Грачёвка              | деревня | ↘19       | Набережанский сельсовет      |
| 25 | Дробышево             | деревня | ↗45       | Юрской сельсовет             |
| 26 | Елизаветинка          | деревня | →4        | Ломигорский сельсовет        |
| 27 | Емильевка             | деревня | ↗168      | Липовский сельсовет          |
| 28 | Ефимовка              | деревня | ↗167      | Спасский сельсовет           |
| 29 | Замарайка             | село    | ↘415      | Замарайский сельсовет        |
| 30 | Захаровка             | село    | ↗677      | Захаровский сельсовет        |
| 31 | Зелёный Луг           | посёлок | ↗54       | Васильевский сельсовет       |
| 32 | Ивановка              | деревня | ↗348      | Ожогинский сельсовет         |
| 33 | Измалкова             | деревня | ↘9        | Ожогинский сельсовет         |
| 34 | Казаково              | село    | ↗327      | Спасский сельсовет           |
| 35 | Казанка               | деревня | ↘2        | Ломигорский сельсовет        |
| 36 | Калиновка             | деревня | →0        | Ломигорский сельсовет        |
| 37 | Княжная               | деревня | ↘155      | Набережанский сельсовет      |
| 38 | Красный Луч           | посёлок | ↗8        | Замарайский сельсовет        |
| 39 | Красный Уголок        | деревня | ↗67       | Липовский сельсовет          |
| 40 | Куликовка             | деревня | ↗100      | Верхнечесноченский сельсовет |
| 41 | Кшень                 | посёлок | ↗113      | Воловчинский сельсовет       |
| 42 | Ленина                | посёлок | →45       | Ожогинский сельсовет         |
| 43 | Липовец               | село    | →176      | Липовский сельсовет          |
| 44 | Литвиновка            | деревня | ↗82       | Набережанский сельсовет      |
| 45 | Ломигоры              | село    | ↘148      | Ломигорский сельсовет        |
| 46 | Маково                | деревня | ↘103      | Ломигорский сельсовет        |
| 47 | Малая Горчаковка      | деревня | ↗11       | Верхнечесноченский сельсовет |
| 48 | Малый Липовчик        | деревня | ↘9        | Липовский сельсовет          |
| 49 | Мишино                | деревня | ↗244      | Ломигорский сельсовет        |
| 50 | Набережанские Выселки | деревня | ↘66       | Набережанский сельсовет      |
| 51 | Набережное            | село    | ↗950      | Набережанский сельсовет      |
| 52 | Натальевка            | деревня | ↗85       | Захаровский сельсовет        |
| 53 | Нижнее Большое        | село    | ↗780      | Большовский сельсовет        |
| 54 | Нижнее Чесночное      | село    | ↗253      | Верхнечесноченский сельсовет |
| 55 | Никольское            | деревня | ↘54       | Набережанский сельсовет      |
| 56 | Никольское 1-е        | деревня | ↘36       | Ожогинский сельсовет         |
| 57 | Новая Слободка        | деревня | ↗111      | Захаровский сельсовет        |
| 58 | Новоалексеевка        | деревня | ↘63       | Спасский сельсовет           |
| 59 | Новопавловка          | деревня | ↗100      | Липовский сельсовет          |
| 60 | Новосёлки             | деревня | ↘28       | Ожогинский сельсовет         |
| 61 | Новый                 | посёлок | ↘10       | Воловчинский сельсовет       |
| 62 | Ожога                 | село    | ↗227      | Ожогинский сельсовет         |
| 63 | Ольховатка            | деревня | ↘3        | Набережанский сельсовет      |
| 64 | Петровское            | деревня | ↘30       | Замарайский сельсовет        |
| 65 | Пикалово              | деревня | ↘171      | Гатищенский сельсовет        |
| 66 | Предтечевка           | деревня | ↗96       | Верхнечесноченский сельсовет |
| 67 | Самарино              | деревня | ↗112      | Липовский сельсовет          |
| 68 | Сапрон                | деревня | ↗237      | Большеивановский сельсовет   |
| 69 | Северный              | посёлок | ↘36       | Липовский сельсовет          |
| 70 | Семёновка             | деревня | ↗38       | Набережанский сельсовет      |
| 71 | Сергеевка             | деревня | ↗4        | Верхнечесноченский сельсовет |
| 72 | Спасское              | село    | ↗113      | Спасский сельсовет           |
| 73 | Турчаново             | село    | ↗73       | Замарайский сельсовет        |
| 74 | Хитрово               | деревня | ↗119      | Юрской сельсовет             |
| 75 | Южный                 | посёлок | ↗120      | Верхнечесноченский сельсовет |
| 76 | Юрские Дворы          | деревня | ↗18       | Юрской сельсовет             |
| 77 | Юрское                | село    | ↘319      | Юрской сельсовет             |

## Политика
В районе действуют:
- Воловское местное отделение партии «Единая Россия»
- Воловский районный комитет КПРФ

## Официальные символы района

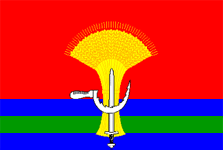

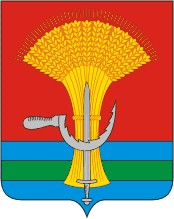

Флаг Воловского района утверждён решением сессии районного Совета депутатов № 76 от 3 августа 2004 года.
Герб Воловского района утверждён решением сессии районного Совета депутатов № 75 от 3 августа 2004 года.

## Экономика
Специализация района — производство зерновых, сахарной свеклы, подсолнечника и животноводство. Общая площадь земель — 79 600 га, в том числе земель сельскохозяйственного назначения — 71 241 га.

### Промышленность
Промышленность района представлена тремя предприятиями:
- ОАО Воловский маслодельный завод
- ПО «Хлебокомбинат»
- ДПМК «Воловская»

Предприятия промышленной группы являются основными плательщиками налогов. За 2008 год предприятиями района в бюджет уплачено 10,6 млн рублей из них 4 млн в территориальный бюджет. Среднемесячная заработная плата в отрасли составляет 6908 рублей.

### Сельское хозяйство
Объём валовой произведённой продукции в отрасли за 2008 год составил 20 млн рублей.
Крупнейшими производителями сельскохозяйственной продукции являются:
- ООО «Сельхозинвест»
- ОСП «Воловское»
- СХПК «Заветы Ильича»
- СХПК «Воловский»
- ООО «Захаровское»

Так же в районе зарегистрированы 32 фермерских хозяйства.

### Торговля и сфера услуг
Зарегистрировано 30 малых предприятий (из которых занимаются торговой деятельностью — 52 %, производством — 23 % и услугами — 23 %), 196 индивидуальных предпринимателей.

### Транспорт
Через район проходит железнодорожная ветка Юго-Восточной железной дороги Москва — Донбасс.
Есть разветвлённая сеть дорог с асфальтовым покрытием. Через район проходит автотрасса в направлениях Москва — Юг. Есть автобусное сообщение с городами Липецк, Воронеж, Елец и населёнными пунктами района. Перевозку пассажиров осуществляет МУ АТП, расположенное в Васильевке. В районе действует служба такси.
До 1970-х годов на самолётах Ан-2 выполнялись авиарейсы Липецк — Волово — Гатище.

## Культура
В районе 24 учреждения культуры, 22 — клубного типа, МУК «Воловская межпоселенческая библиотека», 19 сельских библиотек, МУК «Межпоселенческий координационно-методический центр Воловского района», отдел культуры администрации района без права юридического лица.
В районе функционирует 127 коллективов и кружков художественной самодеятельности, в том числе 66 детских (600 детей). Объектом особого внимания работы учреждений культуры стало возрождение и сохранение традиционных народных праздников, обрядов.
Фольклорные ансамбли:
- «За околицей» — руководитель В. Вашкевич (МУК «ПЦКД» с. Захаровка)
- Детский фольклорный ансамбль этого же центра — «Колокольчик» (с. Захаровка)
- Вокальный ансамбль народной песни «Соловейко»
- Вокальный ансамбль народной песни «Сударушка»
- Женский хоровой коллектив (с. Гатище)
- детский ансамбль «Весёлые ребята»
- Ансамбль «Раздолье»
- Ансамбль «Старинушка»

Семейные ансамбли:
- МУК «ПЦКД» (с. Захаровка)
- Семейный ансамбль (с. Набережное).
- Семейный вокальный коллектив Сидоровых (с. Гатище)

## Достопримечательности

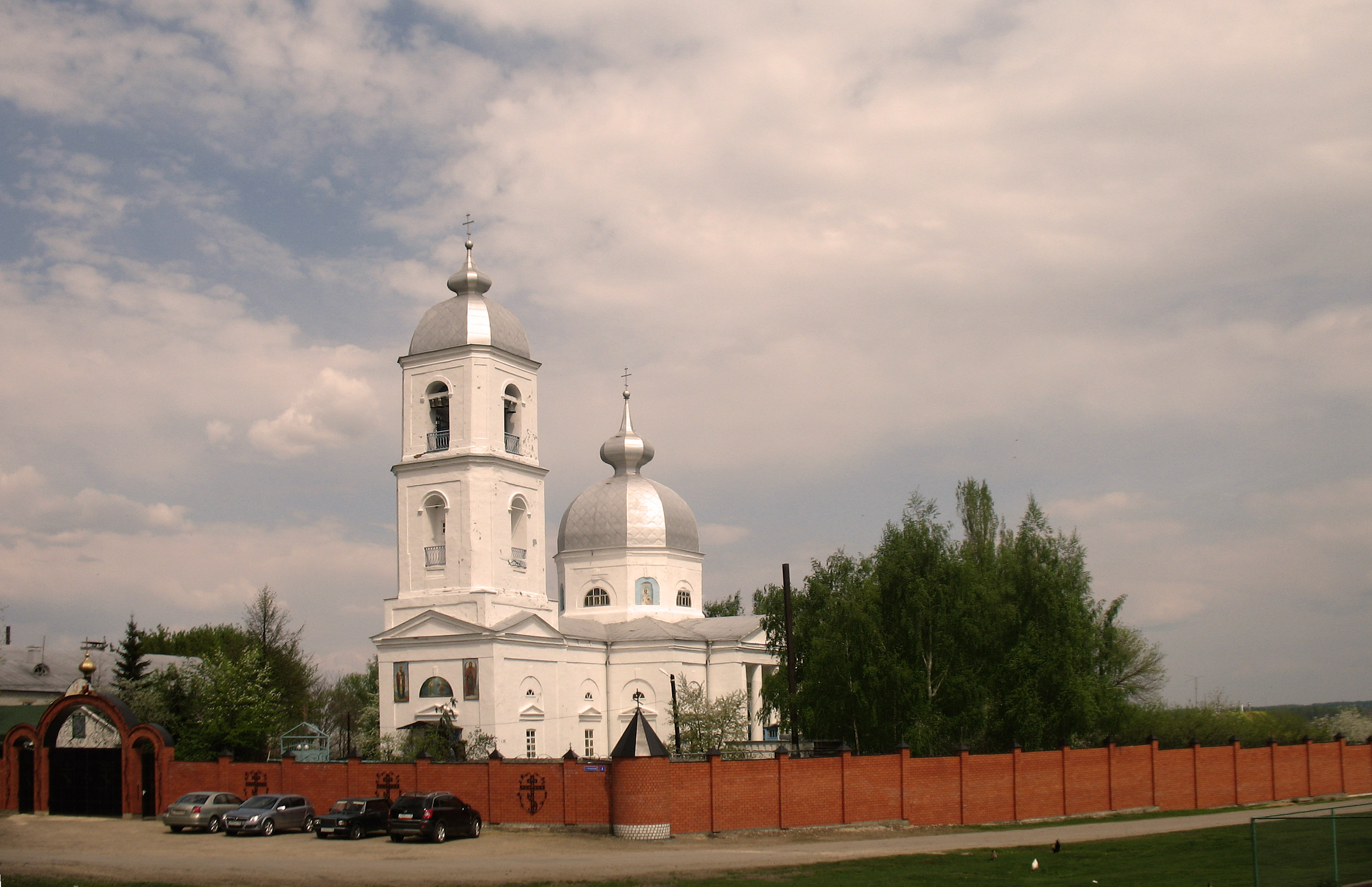
Благовещенский монастырь (Ожога)

- Высота «Огурец» — памятник истории Великой Отечественной войны. Здесь проходили бои Воронежско-Касторенской операции 1943 года.
- Благовещенский епархиальный монастырь  памятник архитектуры (региональный) в селе Ожога. Церковь построена в начале XIX века, 23 сентября 2005 года учреждён женский монастырь.
- Александро-Невская церковь  памятник архитектуры (региональный) в селе Воловчик. Построена в XVIII веке.

## Известные личности
- В. А. Стародубцев — российский государственный и аграрный деятель, родился в селе Воловчик;
- Башкатов Валерий Павлович — Лётчик-испытатель 3-го класса, (1982), старший лейтенант.